# Yves Lamarque
Yves Lamarque (* 30. November 1967 in Dax) ist ein ehemaliger französischer Ruderer. Er war 1993 Weltmeister und 1994 Weltmeisterschaftsdritter im Doppelzweier.

## Sportliche Karriere
Lamarque gewann mit dem Doppelvierer die Bronzemedaille bei den Junioren-Weltmeisterschaften 1985. 1986 belegte er mit dem Doppelzweier den fünften Platz beim Match des Seniors, einem Vorläuferwettbewerb der U23-Weltmeisterschaften, 1987 erhielt er mit dem Doppelvierer die Silbermedaille. Bei den Weltmeisterschaften 1987 belegte er mit dem Doppelvierer den zwölften Platz. 1988 und 1989 siegte er mit dem Doppelvierer beim Match des Seniors. Bei den Weltmeisterschaften 1989 belegte Lamarque den achten Platz im Doppelvierer. Im Jahr darauf ruderte er mit dem Doppelvierer auf den neunten Platz bei den Weltmeisterschaften 1990. 1991 belegte Lamarque den dritten Platz bei den Mittelmeerspielen. Bei den Olympischen Spielen 1992 startete der französische Doppelvierer in der Besetzung Fiorenzo Di Giovanni, Fabrice LeClerc, Yves Lamarque sowie Samuel Barathay und belegte den sechsten Platz.
1993 bildeten Barathay und Lamarque einen Doppelzweier. Sie gewannen den Titel bei den Mittelmeerspielen in Languedoc-Roussillon und bei den Weltmeisterschaften in Račice u Štětí. Bei den Weltmeisterschaften 1994 erkämpften Barathay und Lamarque die Bronzemedaille hinter den Norwegern und den Deutschen. Im Jahr darauf ruderte Lamarque mit dem Doppelvierer auf den siebten Platz bei den Weltmeisterschaften. 1996 bei den Olympischen Spielen in Atlanta ruderten im französischen Doppelvierer Yves Lamarque, Vincent Lepvraud, Sébastien Vieilledent und Fabrice LeClerc, die Franzosen belegten den zwölften Platz.